# Sköna Helena (film, 1903)
Sköna Helena je švédský němý film z roku 1903. Režisérem je Ernest Florman (1862–1952), průkopník filmu ve Švédsku. Film měl premiéru 11. června 1903 na průmyslové výstavě v Helsingborgu. Jedná se o první film, ve kterém se objevila švédská operetní zpěvačka a později herečka Anna Norrie (1866–1942).

## Děj
Film zachycuje jevištní inscenace operety Krásná Helena.

## Obsazení
| Anna Norrie | Sköna Helena |